# Biegacz olbrzymi

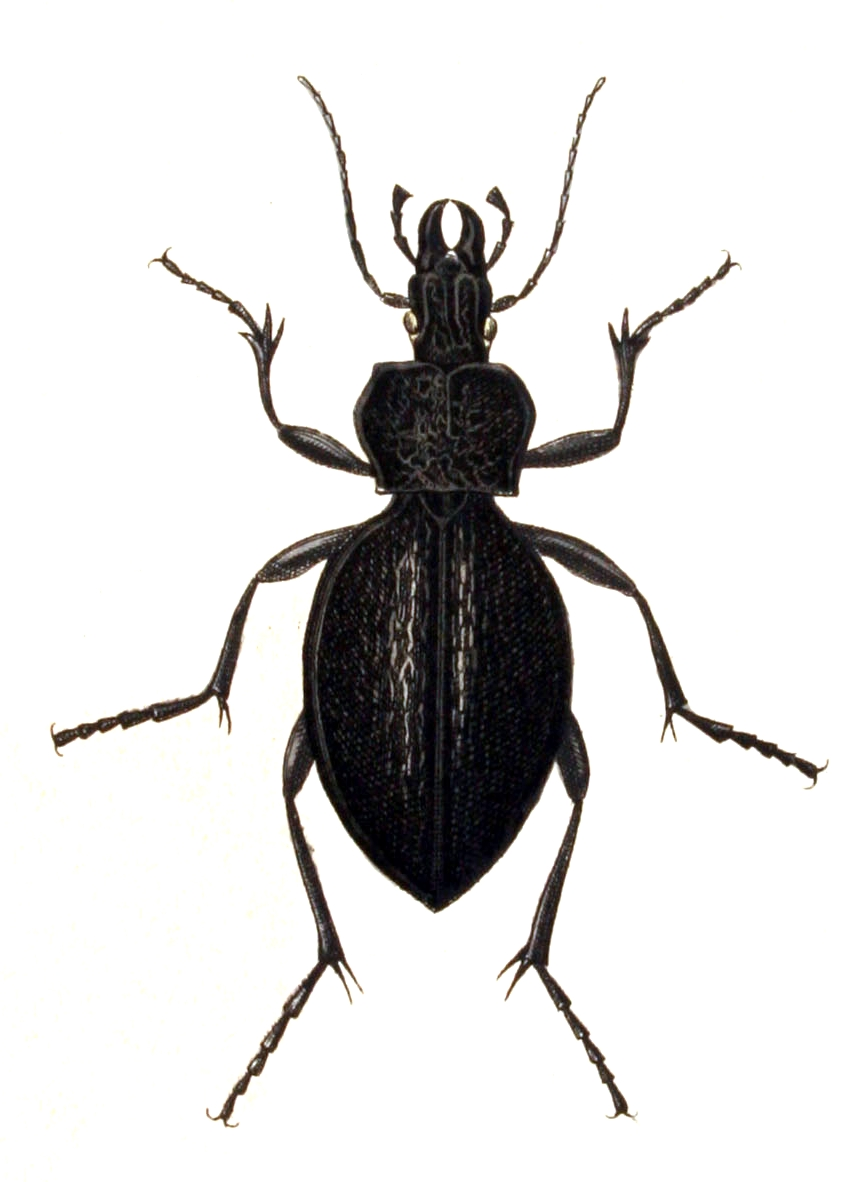
Ilustracja z Naturgeschichte der Käfer Europas Carla Gustava Calwera i Gustava Jägera

Biegacz olbrzymi (Carabus (Procerus) gigas) – gatunek chrząszcza z rodziny biegaczowatych, podrodziny Carabinae i plemienia Carabini. Duży, ciemno ubarwiony, ślimakożerny. Zasiedla południowo-wschodnią część Europy.

## Taksonomia
Gatunek opisany został w 1799 roku przez Christiana Creutzera.

## Opis
Biegacz ten osiąga od 40 do 60 mm długości ciała, co czyni go, wspólnie z C. scabrosus największym europejskim biegaczem, a według Hardego i Severy osiąga nawet 70 mm, co plasuje go na pierwszym miejscu samodzielnie. Ciało masywne, owalne. Wierzchnia strona ciała czarna, pozbawiona metalicznego połysku. Labrum pośrodku obrzeżone, a po bokach wystające. Głaszczki wargowe wieloszczeciniaste. Podbródek bez szczecin. Przedplecze silnie zaokrąglone bocznie i silniej faliste ku przodowi i tyłowi niż u C. scabrosus. Przedplecze u podgatunku nominatywnego jest silnie poprzeczne, a u C. g. duponcheli wydłużone i silniej zafalowane ku przodowi niż ku nasadzie. Pokrywy z nieregularnymi rzędami krótkich guzków. U przedstawicieli podgatunku nominatywnego pokrywy silnie wysklepione, a u C. g. duponcheli przypłaszczone na szczycie.

## Biologia i ekologia
Gatunek bezskrzydły. Preferowany pokarm dorosłych stanowią duże gatunki ślimaków, np. z rodzaju Helix, których muszle chrząszcz ten kruszy za pomocą silnych żuwaczek. Larwy również ślimakożerne. Zamieszkuje obszary górzyste i subalpejskie. Najczęstszy w wilgotnych lasach niskich gór (Mittelgebirge).

## Rozprzestrzenienie
Gatunek znany z Europy Południowo-Wschodniej i południowo-wschodniej Europy Środkowej. Wykazany został z Albanii, Austrii, Bośni i Hercegowiny, Bułgarii, Chorwacji, Grecji, terenów byłej Jugosławii, Macedonii, Rumunii, Słowenii, Węgier i Włoch.

## Systematyka
Wyróżnia się 3 podgatunki biegacza olbrzymiego:
- Carabus gigas duponcheli Dejean, 1831
- Carabus gigas gigas Creutzer, 1799
- Carabus gigas paranassicus Kraatz-Koschlau, 1884